# Deserto del Nefūd
Il deserto del Nefūd (dall'arabo nafd, pl. anfād, "grande duna sabbiosa") è un deserto di sabbia, la cui superficie raggiunge i 74.000 km² (un quarto dell'Italia) per una lunghezza di 250 km lungo l'asse N-S e per un'ampiezza di 300-400 km lungo l'asse E-O. È sito nella penisola araba, nel regno dell'Arabia Saudita.

## Geografia
Con dune alte fino a un centinaio di metri e fenditure che giungono a centinaia di metri di profondità, fino al basamento roccioso sottostante, il Nefūd (o Nafūd) è uno dei deserti sabbiosi più vasti del mondo, superato nella penisola araba dal solo Rub' al-Khali, il "Quarto Vuoto". Le caratteristiche dominanti del Nefūd sono il colore rossastro della sabbia e il fatto che in esso si siano ritrovate tracce epigrafiche della cultura preislamica dei Thamūd, citata con i Banū ʿĀd nel Corano.
Tolomeo collocava in queste aree i "Sarakenoi", parola greca dalla quale secondo alcuni potrebbe derivare l'italiano "Saraceni", o "genti dell'est" (in arabo شرقيين‎?, sharqiyyīn), termine poi passato a identificare genericamente tutti gli Arabi. 
Il deserto è talmente arduo da percorrere che i beduini lo attraversavano esclusivamente lungo la direttrice N-S, stando attenti a non discostarsi dalle zone di al-Shaqīqa e al-Ğubba, dove esistono i due soli pozzi in grado di fornire acqua ai viaggiatori, in una regione che annualmente può contare appena 35-40 mm di precipitazioni.